# Provincia de Cangallo
La provincia de Cangallo es una de las once que conforman el departamento de Ayacucho en el sur del Perú. Limita por el norte con la provincia de Huamanga, por el este con la provincia de Vilcashuamán, por el sur con la provincia de Víctor Fajardo y por el oeste con el departamento de Huancavelica.

## Historia
Mediante el decreto dado por el Libertador, Simón Bolívar, Cangallo es considerado como provincia el 21 de junio de 1825.
Por ley del 28 de mayo de 1828, se le dio el título de Heroica Provincia de Santa Rosa de Cangallo.

## División administrativa
La provincia tiene una extensión de 1 916,17 km² y se encuentra dividida en 6 distritos:
- Cangallo
- Chuschi
- Los Morochucos
- María Parado de Bellido
- Paras
- Totos

## Población
La provincia tiene una población aproximada de 34 902 habitantes. 

## Capital
La capital de la provincia es la ciudad de Cangallo.

## Autoridades

### Regionales
- Consejeros regionales
  - 2023-2026[1]

1. Héctor Alberto Cárdenas Castro
2. Wilmer Alarcón Alacote

### Municipales
- 2023-2026[1]
  - Alcalde: Teófilo Núñez Achallma
  - Regidores:

  1. Eziquiel Misarayme José
  2. Olga Atunca Cahuana
  3. Gilberto Quicaño Pareja
  4. María Luisa Sulca Salvador
  5. Yonhe Cuba Huarancca
  6. Daniel Galindo Huamaní
  7. Rafael Huaytalla Castro

## Festividades
- Bajada de Reyes
- Asunsyun Pallan